# Œillet de poète
Dianthus barbatus
Pour les articles homonymes, voir Poète (homonymie).
Espèce
Classification phylogénétique
L'œillet de poète (Dianthus barbatus), ou œillet barbu, est une plante herbacée vivace à vie brève, cultivée comme bisannuelle, de la famille des Caryophyllaceae et du genre Dianthus.

## Description
Les tiges, de 20 à 35 cm de hauteur portent de longues feuilles à extrémité pointue avec, au sommet, un gros bouquet formé par de nombreuses petites fleurs réunies en corymbe. Ces fleurs parfumées, sont simples ou doubles selon les variétés, rarement de couleur unie, le plus souvent striées, panachées ou en cibles avec des coloris allant du blanc au violet-noir. Les « pourpre et blanc », « rose et rouge » sont spécifiques à l'œillet de poète. Certaines variétés présentent des fleurs changeant de couleur au fur et à mesure de leur épanouissement.
Cette espèce est originaire d'Europe et d'Asie tempérée.

## Culture
Semer d'avril à juin puis repiquer et mettre en place à l'automne pour une floraison l'année suivante. Sur les plantes ainsi obtenues, récupérer les graines contenue dans les capsules. Le semis direct est possible. Multiplier par bouturage de juillet à aout afin de garder les caractéristiques de la plante ou de ses variétés.
S'utilise en bordures, plates-bandes, potées, ou en fleurs à couper pour bouquets.
Ces deux spécimens uniques dans le secteur, ont été photographiés le 30 juin 2010, dans une forêt inhabitée, près de St-Ubalde, Qc, Canada, de chaque côté d'une souche d'érable à sucre.  Cette plante n'est pas indigène au Québec, mais s'échappe facilement des cultures et peut se reproduire indéfiniment dans un environnement ombragé à sol riche.

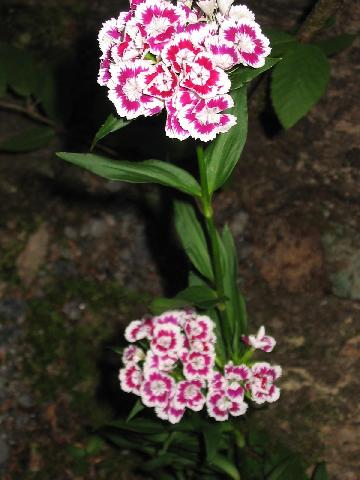
Dianthus barbatus (Œillet de poète) pourpre et blanc

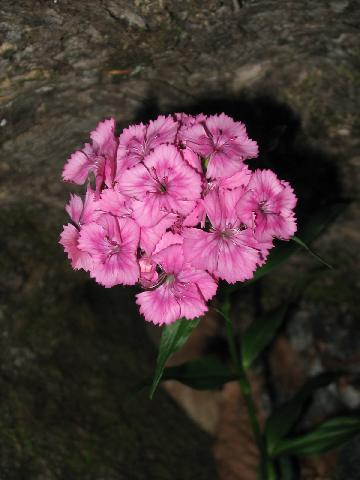
Dianthus barbatus (Œillet de poète) rose

## Langage des fleurs
Dans le langage des fleurs, l'œillet de poète symbolise l'admiration.